# Szagaj njaslach

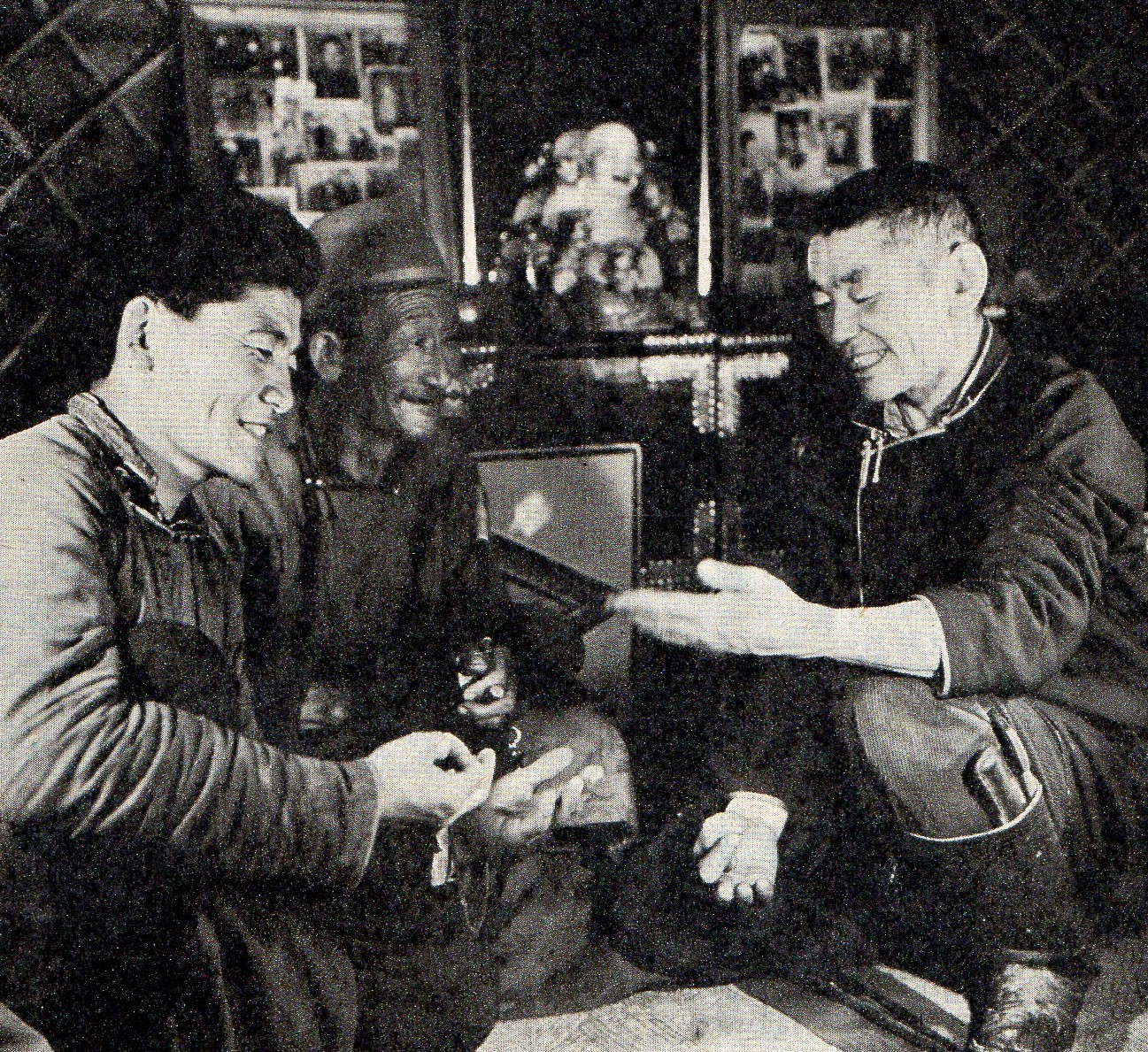
Pasterze podczas gry w palce

Szagaj njaslach (dosł. „pstrykanie palcami”) – tradycyjna mongolska gra w kości, które najczęściej były wykonane z kości dolnej części nóg owcy. 
Zadaniem gracza, po rzuceniu kości, jest zbliżenie do siebie tych kości, które upadły identycznym wizerunkiem: kozy (jamaa), owcy (chon´), konia (mor´) i wielbłąda (temee), który czasem bywa zastępowany krową (ücher). Kości przesuwa się za pomocą pstrykania palcami, przy czym nie można potrącić podczas przemieszczania pozostałych kości leżących na dywaniku. Gracz, który nie zetknie kości w odpowiedniej liczbie posunięć,lub potrąci kość, traci grę, którą rozpoczyna kolejny gracz. Wygrywa osoba, która zetknie najwięcej kości.
Dawniej gra nie była wyłącznie rozrywką, ale posiadała też funkcję magiczną – zwycięstwo zwiastować miało pomyślność dla gracza, zwłaszcza zdrowie i rozwój jego stad.